# Demonax reductispinosus
Demonax reductispinosus är en skalbaggsart som beskrevs av J. Linsley Gressitt 1942. Demonax reductispinosus ingår i släktet Demonax och familjen långhorningar. Inga underarter finns listade i Catalogue of Life.